# Législature de Guam
38e législature de Guam
Bâtiment du Congrès de Guam
La Législature de Guam (en anglais : Legislature of Guam ; en chamorro : I Liheslaturan Guåhan) est le parlement monocaméral de Guam. Elle est composée de 15 membres, appelés « sénateurs » et siège à Hagåtña, la capitale de l'île.

## Système électoral
La législature est dotée de 15 sièges pourvus pour deux ans au scrutin majoritaire plurinominal dans une circonscription électorale unique. Les électeurs disposent d'autant de voix que de sièges à pourvoir, et les utilisent à raison d'une voix par candidat. Après dépouillement des suffrages, les quinze candidats ayant reçu le plus de voix sont déclarés élus,.

## Liste des présidents
| Nom                          | Mandat     | Parti | Parti             |
| ---------------------------- | ---------- | ----- | ----------------- |
| Antonio Borja Won Pat        | 1951-1955  |       | Parti populaire   |
| Francisco B. Leon Guerrero   | 1955-1957  |       | Parti territorial |
| Antonio Borja Won Pat        | 1957-1965  |       | Parti populaire   |
| Carlos P. Taitano            | 1965-1967  |       | Parti territorial |
| Joaquin C. Arriola           | 1967-1971  |       | Parti démocrate   |
| Florencio T. Ramirez         | 1971-1975  |       | Parti démocrate   |
| Joseph F. Ada                | 1975-1979  |       | Parti républicain |
| Tommy Tanaka                 | 1979-1983  |       | Parti républicain |
| Carl T.C. Gutierrez          | 1983-1987  |       | Parti démocrate   |
| Franklin Quitugua            | 1987-1989  |       | Parti démocrate   |
| Joe Taitano San Agustin      | 1989-1995  |       | Parti démocrate   |
| Don Parkinson                | 1995-1997  |       | Parti démocrate   |
| Tony Unpingco                | 1997-2003  |       | Parti républicain |
| Ben Pangelinan               | 2003-2005  |       | Parti démocrate   |
| Mark Forbes                  | 2005- 2008 |       | Parti républicain |
| Judith Won Pat               | 2008-2017  |       | Parti démocrate   |
| Benjamin J.F. Cruz           | 2017-2018  |       | Parti démocrate   |
| Therese M. Terlaje (intérim) | 2018-2019  |       | Parti démocrate   |
| Tina Muña Barnes             | 2019-2021  |       | Parti démocrate   |
| Therese M. Terlaje           | 2021-2025  |       | Parti démocrate   |
| Frank F. Blas Jr.            | 2025-      |       | Parti républicain |